# Olympische Sommerspiele 2016/Teilnehmer (Laos)
| Gelbes Symbol für Goldmedaillen mit stilisierten Olympischen Ringen | Graues Symbol für Silbermedaillen mit stilisierten Olympischen Ringen | Braundes Symbol für Bronzemedaillen mit stilisierten Olympischen Ringen |
| ------------------------------------------------------------------- | --------------------------------------------------------------------- | ----------------------------------------------------------------------- |
| —                                                                   | —                                                                     | —                                                                       |

Laos nahm in Rio de Janeiro an den Olympischen Spielen 2016 teil. Es war die insgesamt neunte Teilnahme an Olympischen Sommerspielen.

## Teilnehmer nach Sportarten

### Judo
| Athleten             | Wettbewerb | 1. Runde   | 1. Runde    | 2. Runde      | 2. Runde      | Viertelfinale | Viertelfinale | Halbfinale / Trostrunde | Halbfinale / Trostrunde | Finale / Platz 3 | Finale / Platz 3 | Rang          |
| Athleten             | Wettbewerb | Gegner     | Ergebnis    | Gegner        | Ergebnis      | Gegner        | Ergebnis      | Gegner                  | Ergebnis                | Gegner           | Ergebnis         | Rang          |
| -------------------- | ---------- | ---------- | ----------- | ------------- | ------------- | ------------- | ------------- | ----------------------- | ----------------------- | ---------------- | ---------------- | ------------- |
| Männer               |            |            |             |               |               |               |               |                         |                         |                  |                  |               |
| Soukphaxay Sithisane | bis 60 kg  | M.-y. Tsai | 000s2:111s0 | ausgeschieden | ausgeschieden | ausgeschieden | ausgeschieden | ausgeschieden           | ausgeschieden           | ausgeschieden    | ausgeschieden    | ausgeschieden |

### Leichtathletik
Laufen und Gehen
| Athleten            | Wettbewerb   | Vorlauf          | Vorlauf          | Halbfinale       | Halbfinale       | Finale           | Finale           | Rang             |
| Athleten            | Wettbewerb   | Zeit             | Rang             | Zeit             | Rang             | Zeit             | Rang             | Rang             |
| ------------------- | ------------ | ---------------- | ---------------- | ---------------- | ---------------- | ---------------- | ---------------- | ---------------- |
| Frauen              |              |                  |                  |                  |                  |                  |                  |                  |
| Laenly Phoutthavong | 100 m        | 12,82 s          | 16               | ausgeschieden    | ausgeschieden    | ausgeschieden    | ausgeschieden    | 72               |
| Männer              |              |                  |                  |                  |                  |                  |                  |                  |
| Xaysa Anousone      | 110 m Hürden | nicht angetreten | nicht angetreten | nicht angetreten | nicht angetreten | nicht angetreten | nicht angetreten | nicht angetreten |

### Radsport

#### Straße
| Athleten          | Wettbewerb    | Zeit          | Rang          |
| ----------------- | ------------- | ------------- | ------------- |
| Männer            |               |               |               |
| Ariya Phounsavath | Straßenrennen | nicht beendet | nicht beendet |

### Schwimmen
| Athleten             | Wettbewerb    | Vorlauf | Vorlauf | Halbfinale    | Halbfinale    | Finale        | Finale        | Rang |
| Athleten             | Wettbewerb    | Zeit    | Rang    | Zeit          | Rang          | Zeit          | Rang          | Rang |
| -------------------- | ------------- | ------- | ------- | ------------- | ------------- | ------------- | ------------- | ---- |
| Frauen               |               |         |         |               |               |               |               |      |
| Siri Arun Budcharern | 50 m Freistil | 32,55 s | 76      | ausgeschieden | ausgeschieden | ausgeschieden | ausgeschieden | 76   |
| Männer               |               |         |         |               |               |               |               |      |
| Santisouk Inthavong  | 50 m Freistil | 26,54 s | 69      | ausgeschieden | ausgeschieden | ausgeschieden | ausgeschieden | 69   |